# Ferrocarril de Buitrón
El ferrocarril de Buitrón fue una línea férrea española, de vía estrecha y carácter minero, que estuvo en servicio en la provincia de Huelva entre 1870 y 1969. A lo largo de su historia el trazado fue empleado principalmente para el transporte de los minerales extraídos en los distintos yacimientos de la zona. 
Considerado el primer ferrocarril que se construyó en la provincia de Huelva, fue inaugurado en 1870 y se mantuvo operativo durante casi un siglo. A lo largo de su existencia la línea férrea dio servicio a distintos yacimientos mineros de la zona, aunque también contó con servicios de pasajeros. La explotación del ferrocarril pasó a manos del Estado tras el final de la Guerra Civil, tras la renuncia de sus antiguos propietarios, si bien los déficits en la explotación terminarían llevando a su clausura en 1969. En la actualidad parte del antiguo trazado ha sido rehabilitado y forma parte de varias vías verdes.

## Historia

### Orígenes y construcción
La línea fue establecida con el objetivo de transportar los minerales extraídos de las minas del Castillo de Buitrón, situadas en el término municicipal de Zalamea la Real, hasta San Juan del Puerto. Aunque en 1859 se otorgó por parte del Estado una concesión a tal fin, la iniciativa no terminó con buen pie. En 1862 la South Europe Mining Co. Ltd. adquirió las minas y unos años más tarde, presentó un nuevo proyecto ferroviario; este sería aprobado por las autoridades, tras lo cual se iniciaron los trabajos de construcción. El ancho de vía que se iba a emplear en este ferrocarril era de 1067 mm. Tras varios años de trabajos, la línea entró en funcionamiento el 1 de septiembre de 1870.

### Etapa de apogeo

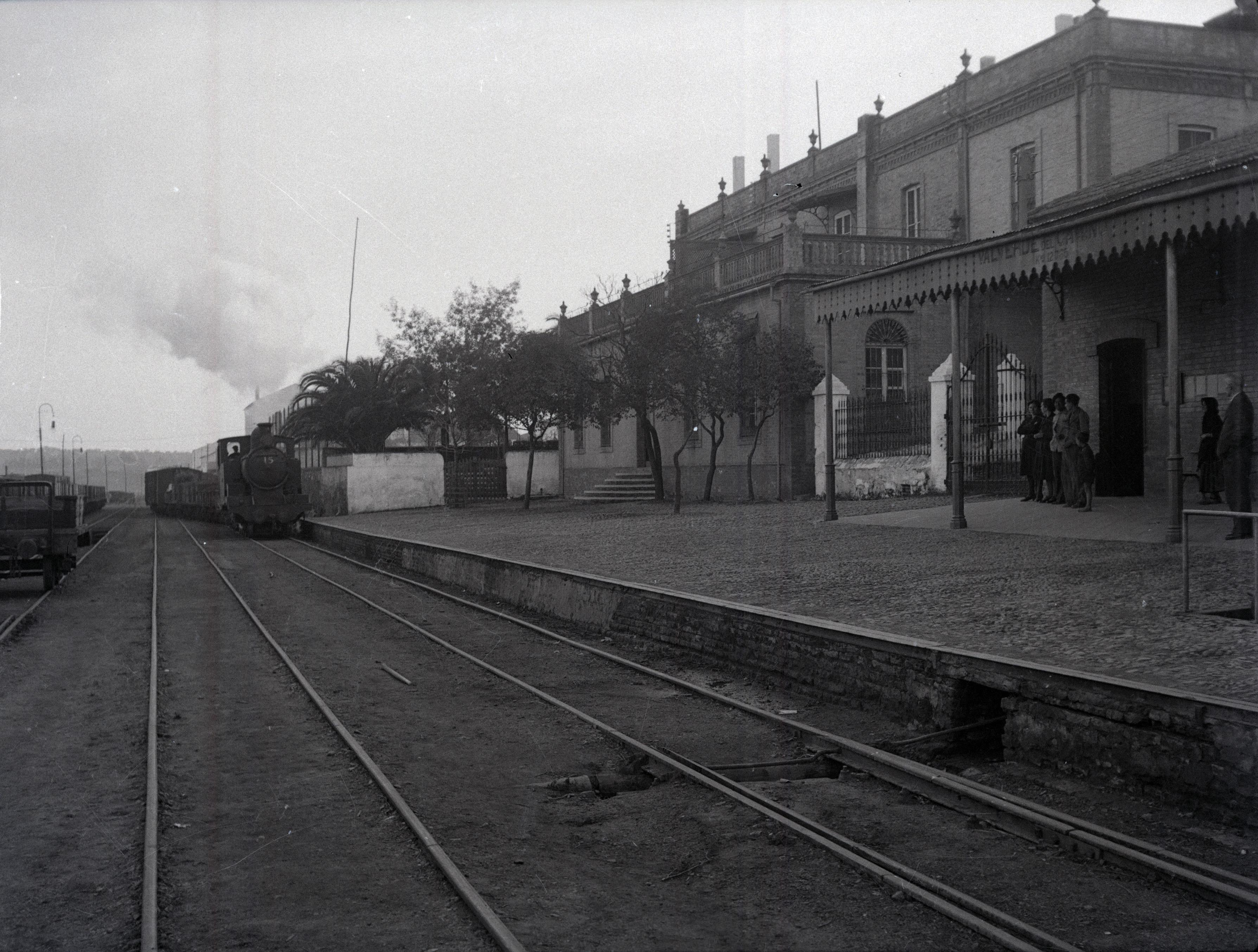
Vista de la estación de Valverde del Camino y las oficinas, c. 1940-1942.

El trazado original que se inauguró en 1870 inicialmente solo cubría unos 35 kilómetros entre San Juan del Puerto y Valverde del Camino. Esta sección se prolongaría posteriormente hacia el norte, enlazando con la zona de El Buitrón y Zalamea a través de la estación de El Empalme. Así, con el paso del tiempo se fueron añadiendo nuevas prolongaciones al trazado original: Empalme-Zalamea o Zalamea-Mina Concepción. También se construyeron muchos ramales que enlazaban la vía general con los distintos yacimientos o explotaciones mineras. Este era el caso del ramal que enlazaba la mina de Sotiel Coronada con la vía general de Buitrón a través de la estación del Cuervo, construido en 1886.
Este conjunto de vías principales y ramales se tradujo en la existencia de una red de varias decenas de kilómetros, la cual disponía de conexiones con otros ferrocarriles. En la zona de San Juan del Puerto se levantaron diversas instalaciones y vías de enlace para facilitar tanto intercambios de mercancías como de pasajeros con la línea Sevilla-Huelva, de ancho ibérico. Además, desde la estación de San Juan del Puerto partía un ramal que llegaba hasta el embarcadero del río Tinto. En Zalamea la Real se habilitaría a comienzos del siglo XX una vía de empalme con un ramal del ferrocarril de Riotinto. Por su parte, en Valverde del Camino se encontraban situadas las oficinas centrales de la compañía, así como el depósito de locomotoras y los talleres generales de la línea.
Además de los servicios mineros, la compañía operadora mantuvo operativo un servicio de viajeros entre 1875 y 1935.
Entre 1904 y 1906 la poderosa United Alkali Company adquirió las minas y el ferrocarril, creando a su vez una empresa filial en España —la «Compañía Anónima de Buitrón» (1907)— para la gestión de la línea ferroviaria y de sus ramales. Hasta bien entrada la década 1920 la compañía atravesó una etapa de bonanza que se tradujo en una gran actividad del ferrocarril minero. Sin embargo, la mala situación económica que siguió a esa época —especialmente tras el Crac del 29— y la situación creada por la Guerra Civil llevaron a la compañía propietaria a encarar un difícil horizonte, renunciando en 1941 a la concesión ferroviaria.

### Explotación estatal
El organismo de Explotación de Ferrocarriles por el Estado (EFE) se hizo cargo de la línea el 1 de enero de 1942, tras la renuncia de sus anteriores propietarios. El Estado, que pasaba a ser propietario del ferrocarril, restauró los servicios de pasajeros en 1942. También continuaron los servicios de mercancías para los trenes mineros. No obstante, la explotación ferroviaria continuó arrojando saldos negativos, al tiempo que la minería de la zona entraba en declive, lo que a la larga acabaría favoreciendo su cierre. Ya para 1957 se clausuraron algunos tramos y ramales al tráfico ferroviario, aunque se mantuvo abierto el trazado comprendido entre San Juan del Puerto y Zalamea la Real, ya reducido en buena medida al transporte de viajeros. En 1965 la administración del trazado pasó a manos de los recién creados Ferrocarriles Españoles de Vía Estrecha (FEVE). En esta época se llegó a renovar al material para los servicios de pasajeros, con la introducción de automotores diésel, pero la competencia del transporte por carretera hizo insostenible la explotación de la línea. El trazado todavía en servicio se mantuvo operativo hasta su clausura el 30 de abril de 1969.

## Situación actual
Tras la clausura de la línea las vías fueron levantadas y muchas de las instalaciones ferroviarias fueron desmanteladas o quedaron abandonadas. En otros casos, como Valverde del Camino, parte del antiguo complejo ferroviario ha sido rehabilitado para otros usos. Además, en fechas recientes se ha rehabilitado parcialmente el antiguo trazado entre San Juan del Puerto y Valverde del Camino para su conversión en la llamada vía verde de Molinos del Agua, que tiene una longitud de 33,20 kilómetros. A su vez, otra parte del trazado ha sido recuperada dentro de la vía verde de Riotinto, que transita entre Valverde del Camino y Minas de Riotinto. El ramal de vía estrecha que enlazaba Zalamea la Real con Mina Concepción ha sido recuperado como la vía verde del Odiel.

## Trazado y características
El ferrocarril de Buitrón llegó a contar en explotación con una red de vías que alcanzaba los 90 kilómetros de longitud.